# Виникнення запорозького козацтва

Герб Війська Запорізького

Коза́к — вільний лицар, шляхетний оборонець рідної землі, одвічний вартовий свободи і незалежності українського народу. Першим кошовим отаманом та першим гетьманом Запорозької Січі був Остафій Дашкевич
Спочатку козаки були вільними хліборобами. Періодично вони відривалися від своїх основних занять і займалися відхідництвом (рибальством, полюванням у степу) і набігами на татарські улуси.
Перші згадки про українських козаків відносяться до кінця XV століття, хоча саме їхнє виникнення відбулося в більш ранній період. Ще за часів Київської Русі літописи згадують про існування на кордоні руських земель і кочового Степу бродників і берладників — вільних людей, котрі не підкорялися князівській владі і жили, зокрема, за рахунок здобичі від набігів на половців і візантійські володіння.
Наприкінці XV — у першій половині XVI століття на українсько-татарському прикордонні знаходилися й українські бояри-лицарі, які очолювали загони, що боролися з татарськими наїздами. До другої половини XVI століття існувала також аморфна прикордонна військово-промислова спільнота бояр-козаків і бояр-шляхтичів. До початку XVII століття усі ті спільноти ввійшли до козацького стану.
Старости прикордонних земель використовували фортеці для захисту кордонів, формуючи з козаків бойові загони.
Козацтво, яке швидко перетворилося на значну військову силу, уже до початку XVII століття стало найважливішим чинником захисту України від татаро-турецької і польсько-католицької загрози.

## Степи Нижнього Подніпров'я

Пам'ятник Михайлові Грушевському у Львові

Степова смуга Нижнього Подніпров’я і прилеглі до неї землі завжди були об'єктом суперництва між осілим та кочовим населенням. Слов'янська колонізація цієї території протягом тривалого часу була невдалою. З цього приводу Михайло Сергійович Грушевський писав: «Степовий пояс на полудні служив широким шляхом з Азії в Європу, де без кінця товклись різні кочові орди в своїм вільнім і невільнім поході зі сходу на захід. Осіла слов'янська колонізація тільки часами, уривком опановувала степи і аж до останніх часів (XVIII — XIX століття) не могла міцно присвоїти. Степи отже… стали тепер небезпечним шкідним сусідом і для дальших земель, а часто, завдяки небезпечному сусідству з ними, лежали пустинею і переходові, передстепові простори».

## Розпад Золотої Орди
У XV столітті ситуація у причорноморських степах вкотре стала загострюватися. Занепад і розпад Золотої Орди — величезної татарської держави, що утворилася в ХІІІ столітті внаслідок татаро-монгольської навали на Східну Європу, — призвів до утворення 1445 року нової держави — Кримського ханства. 1475 року новоутворена держава визнала свою залежність від Османської імперії. Крім того, у XVI столітті з території, розташованої між Кабардою та Азовським морем, у причорноморські степи перекочувала ногайська орда, яка невдовзі поділилася на чотири орди:
- Єдичкульську, що розташовувалася на лівому березі Дніпра на землях від Казикирмена (сучасна Каховка) до річки Кінські Води, а пізніше уздовж її течії до верхів'я.
- Джамбуйлуцьку, яка кочувала південніше Єдичкульської орди на лівобережжі Дніпра від Казикирмена до гирла Дніпра. Пізніше вона зосередилася поблизу Перекопського перешийка і дістала від нього остаточну назву Перекопської орди.
- Очаківську, або Єдисанську, яка мала у своєму володінні територію, розташовану на правому березі Дніпра від гирла ріки Кам'янки аж до Південного Бугу і далі уздовж берега до Очакова.
- Буджацьку, або Білгородську, що займала територію чорноморського узбережжя між Дністром та Дунаєм і між Акерманом (Білгородом-Дністровським) та Кілією на приморських низовинах Молдови. Ці кочові орди увійшли до складу Кримського ханства.

## Татарські набіги
У кримських татар господарство розвивалося дуже повільно і вражало сучасників своєю відсталістю. Навіть у 30-х роках XVI століття кримські татари ще не знали осілого землеробства, яке мало допоміжний характер. Продовжуючи кочувати, татари розорювали і засівали в степу ділянки землі, щоб повернутися до них восени і зібрати врожай. Таке примітивне землеробство, характерне для деяких кочових народів Середньої Азії та північного Кавказу, не могло задовольнити потреби населення у хлібі та інших продуктах харчування.
Це зумовило врешті і політику Кримського ханства щодо сусідніх країн, яка полягала у грабіжницьких набігах. Напади мали розбійний характер: татари з'являлися, як правило, зненацька, палили села, а після відступали, ведучи за собою натовпи полонених, які потім продавалися на великому невільничому ринку в Кафі.
Починаючи з другої половини XV століття татарські набіги на українські, а через них і на інші землі стали регулярними. 1484 року татари зруйнували Київ. 1500 року татарська орда пограбувала Київщину, Волинь, Холмську та Белзьку землі, дійшовши до Вісли. У 1508, 1512 і 1517 роках — Волинь, 1517 року розорили Львівську та Подільську землі, а у 1534 і 1549 роках знову вдерлися на Волинь. Найчастіше зазнавали татарських нападів Південна Київщина та Переяславщина. Фактично ж під ударами татарських орд опинилася вся українська територія та прилеглі до неї землі. Татарські загони на півночі кілька разів доходили навіть до Москви. Отже, Кримське ханство та підвладні йому орди становили для Східної Європи неабияку загрозу.

## Оборона прикордонних територій
Зважаючи на таке становище, що нагадувало Батиєву навалу ХІІІ століття, українське населення з прикордонних областей масово залишало ці території і переселялося в Полісся, Волинь і Галичину, де ризик потрапити під черговий татарський напад був дещо меншим.
Звичайно ж, уряди Польського королівства та Великого князівства Литовського, до складу яких з XIV століття входили українські землі, виявляли якусь посильну турботу про оборону підвладних їх територій. На прикордонних землях, зокрема в Києві, Каневі, Черкасах, на Поділлі, будувалися замки, які повинні були стати передовими форпостами держави з охорони кордону. У них були невеликі гарнізони. Це було єдиною гарантією безпеки, яку давала держава прикордонним землям та їх населенню. Та й замкові залоги зустрічалися не завжди. Розміри більшості цих замків були не більше за подвір'я (до третини гектара). Тому в такому замку не могла знайти захисту значна кількість людей. Замок міг дати притулок лише жителям свого міста та найближчої околиці, щоб перечекати раптовий татарський напад та довго не засиджуватися. Замки здебільшого були дерев'яні. Часом навіть не обмазані глиною, тому швидко псувалися і перебували в поганому стані. Населення та місцева адміністрація покладали надію на їхню побудову та ремонт на уряд, лякаючи його татарською небезпекою та виправдовуючись своєю неспроможністю (здебільшого фінансовою), а уряд з тих самих причин намагався перекласти цю справу на місцеве населення.
Щоб замок міг гарантувати безпеку, треба було завчасно попередити населення, аби мати час на те, щоб сховатися в замку. На це існувала «замкова» і «польна» сторожа. Та сторожова служба, яка відбувалася як повинність, виконувалася вкрай недбало, через що багато татарських нападів були раптовими. Недбале ставлення до виконання важливих справ, у тому числі й у галузі оборони, в усі часи було характерним для влади на місцях, яка більше переймалася власною службовою безпекою. «Сиділи безпечно під той час, з огляду на перемир'я нашого государя з Татарами і Турками, — розповідає урядовий чиновник, що розслідував обставини захоплення Брацлавського замку татарами 1551 року — і покладалися на те, що недавно і комісари виїздили на їх [татарські] кордони, й посли перекопського хана були під той час у нашого государя у справі згоди і спокою; через те не журилися людьми неприятельськими, не розвідували про них, ані жили обережно, ані не мали жодної сторожі на полі, ані в острозі [на міських укріпленнях], і староста собі під ту пору геть поїхав». Таким чином, через недбалість влади різних рівнів, бюрократичне відкидання питань оборони від місцевих інстанцій до органів місцевої влади захист прикордонних земель у Литві та Польщі можна вважати ефемерним, а їхнє населення було кинуте напризволяще і мало саме турбуватися про свій захист.
Певну роль у цьому відігравав психологічний чинник. Наявність слабких і часто занедбаних фортець, проте, притягували до них людей. Вони селилися осадами у безпосередній близькості від них, перебуваючи в постійній боєготовності. Уся інша територія залишалася безлюдною. Отже, не доводилося й думати про повноцінну господарську діяльність.
У цьому становищі для українського населення існували й певні вигідні моменти. Тривожне й небезпечне життя сприяло тому, що вищі верстви суспільства, тобто феодальне панство, добробут якого ґрунтувався га господарській діяльності підлеглих їм мешканців, утрачало сенс свого перебування в цих землях. Певний прибуток звичайно забезпечували панам якісь службові посади у прикордонних містах, але, по-перше, таких посад вистачало далеко не всім, а, по-друге, не комфортність місцевого життя, невідповідність його життєвим стандартам панства, прийнятим у Польщі і Литві, призводили до того, що багато службових осіб панського походження виконували свої обов'язки не безпосередньо на місці, а на безпечній відстані через своїх заступників із нижчих верств населення. Відсутність у прикордонних землях необхідної кількості представників панівної верстви послаблювала державний контроль над цими територіями, що було важливою передумовою виникнення тут вільної військової спільноти.

## Уходництво

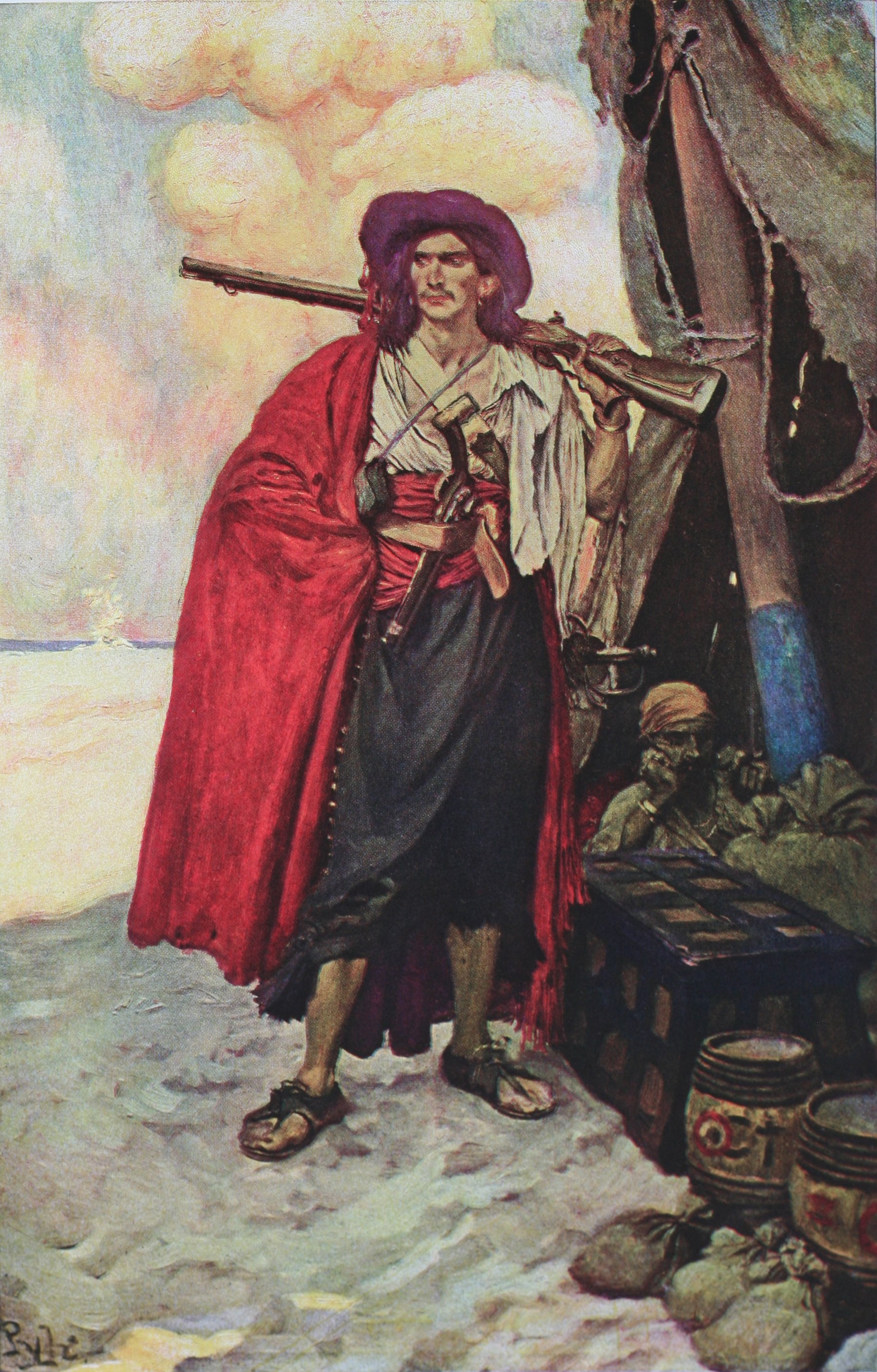
Карибський буканьєр

Небезпечне життя на прикордонних територіях, як уже зазначалося, унеможливлювало ведення повноцінної господарської діяльності. Ті можливості, що існували для цього в межах прикордонних поселень, не могли забезпечити пристойних умов життя її мешканцям. В умовах екстенсивного господарства люди поставали перед дилемою: існувати на межі виживання й у відносній безпеці чи намагатися підвищити свій добробут, але з певним ризиком навіть для власного життя. Багато хто обирав останнє. Так з'явилося уходництво — уходи на промисел у степи. Багато в чому цьому явищу сприяла непокора основної маси прикордонного населення офіційній владі.
Уходництво мало сезонний характер. Заглиблення у степи на промисли (бджолярство, рибальство, мисливство тощо) здійснювалося в теплі часи, після чого уходники поверталися до своїх домівок зі здобутими продуктами або здобиччю. Це багато в чому нагадує діяльність буканьєрів у Карибському морі початкового періоду з тією різницею, що ті змушені були одразу селитися на освоюваних ними землях, оскільки ті являли собою острови.
Широка воля і свобода у спільних відносинах, набагато менші утиски з боку влади приваблювали населення з більш залюднених та захищених українських земель. Тому уходництвом починали займатися й мешканці Волині, Київщини та інших територій. Поступово уходництво набуло такого масового характеру, що влада вдалася до регулювання відносин, пов'язаних з ним, надаючи дозволи на заняття подібною діяльністю не безкоштовно, а за частку у здобичі. Мед від уходників забирали до своїх корчем місцеві старости, те саме вони робили і з іншою промисловою продукцією.
Звичайно ж, займатися промислами на територіях, що перебували у сфері татарського впливу, було неабияк небезпечно. Тому без зброї у степу (і навіть у прикордонних землях Литви і Польщі) з'являтися було неможливо. У будь-який час могла відбутися сутичка з татарами. Так само небезпечним було і одноосібне уходництво. Для збереження безпеки і для потреб самого промислу уходники об'єднувалися в більші або менші ватаги. Отже, уходницька діяльність була колективним заняттям. Таким чином, ватаги уходників являли собою водночас і промислову компанію, і певну військову силу. «Про наявність чіткої організаційної структури цих стихійних воєнізованих угруповань не могло бути й мови. Однак незаперечним є те, що саме уходництво започаткувало формування перших воєнізованих угруповань степової людності» — відзначають В. Ф. Боєчко та А. Ю. Чабан.
Цікавим є ще один момент, важливий для того, щоб з'ясувати деякі принципи виникнення козацтва. Автори одного з підручників справедливо відзначають: „Хоч у Польсько-Литовської держави не було «своєї» ні Америки, ні інших заморських територій, цю роль успішно виконували порубіжні степові землі, що починалися одразу ж південніше Києва…“. Отже, уходництво було свого роду різновидом територіальної експансії на кшталт експансії західноєвропейських держав на Американському континенті та в Азії й Африці. Так само, як, наприклад, іспанські конкістадори у пошуках здобичі вирушали за океан, українські уходники нишпорили по татарських степах. Польща і Литва, як та сама Іспанія, бажали позбутися слабко контрольованого озброєного елементу, спрямувавши його енергію на зовнішню експансію, аби всередині країни було спокійніше.
Наявність в уходників озброєння зумовлювалася не лише потребами оборони. Ефективнішим засобом отримання здобичі були грабіжницькі напади. Насамперед вони були спрямовані на татарських степових кочівників. Спочатку це були дрібні сутички з татарами — напади на чабанів, у яких відбирали худобу, засідки з метою захоплення полонених та отримання за них викупу тощо. Це з кінця XV століття стало звичайним явищем у житті українського прикордонного суспільства. Але неправильно стверджувати, що наступальні дії проти татар були лише відповіддю на аналогічні їхні дії проти українського населення. Від розбійних нападів жителів українського порубіжжя діставалося усім, хто являв собою більш-менш цінну та вразливу здобич. Так, 1489 року «люди» київського воєводи Юрія Паца (треба вважати ними осіб, що проживали на підконтрольній цьому воєводі території) розгромили торговельний караван московських купців на дніпровському перевозі Тавані, а 1492 року там же було пограбовано навіть посла Московської держави, що прямував в Очаків. Отже, ці факти є свідченням того, що не напади на татар і помста їм за образи були самоціллю нападників, а саме отримання здобичі. Хоча, звичайно. Татари були основним об'єктом таких нападів, оскільки ними були заселені степи. Інші ставали жертвами лише тоді, коли з'являлися в невдалий час у невдалому місці. Зазвичай такі самі ватаги, створювані татарами, діяли аналогічно. Це не були повномасштабні акції з обох боків, а лише дрібні сутички, які були буденністю місцевого життя. Озброєні групи з обох боків об'єднувала спільна мета: отримання здобичі, засобів для існування, і діяли вони за принципом «захист-напад». Михайло Грушевський так характеризує ту дрібну війну на порубіжжі: «Розвивався певного роду пограничний спорт: хто кого — татари наших, чи наші татар… Як для тих, так і для других се було так само питання честі, так сказати, як і зовсім реального заробітку…».

## Козак

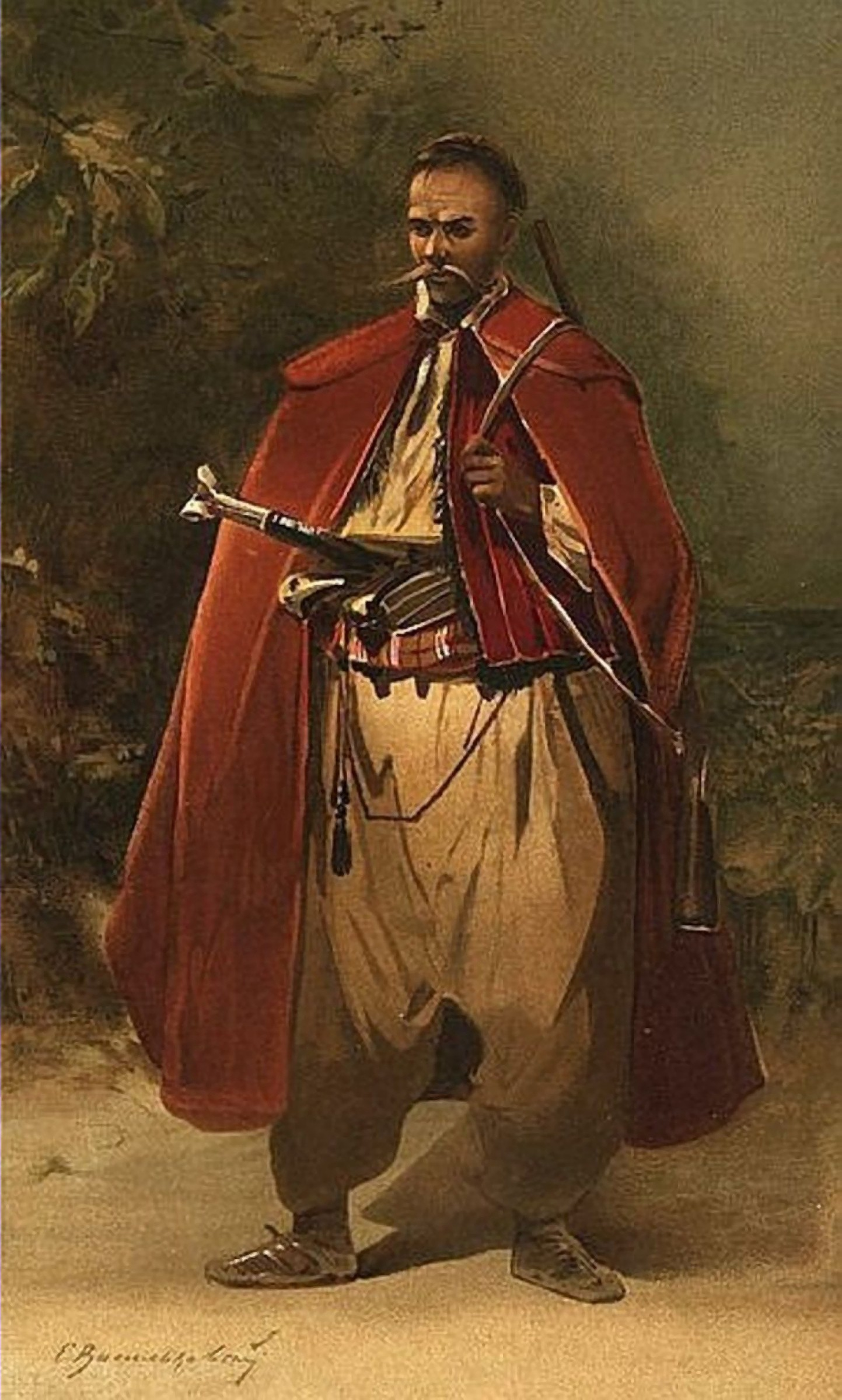
Задунайський запорожець (намалював Сергій Васильківський)

Саме в ті часи (на зламі XV — XVI століть) в українському вжитку з'являється слово «козак». Це слово набагато давнішого походження, ніж описувані часи. У тюркському світі воно здавна означало легкоозброєного вояка. У словнику половецької мови початку XIV століття, що вийшов в Італії, слово «козак» вживається щодо воїна передової варти. Татари цим словом називали вільну людину, що була військовим авантюристом і походила з нижчих верств — волоцюгу, розбійника бездомного і неосілого. У такому самому значенні цей термін перейшов до сусіднього населення, яке мало справу зі степовиками. Отже, під цією назвою розумілися вільні і неприкаяні вояки, степові мисливці за здобиччю.
Тлумачний словник української мови подає такі визначення слова «козак»:
- В Україні у XV — XVIII століттях — вільна людина із кріпосних селян чи міської бідноти, яка втекла на південні землі України та брала участь у визвольній боротьбі проти татаро-турецьких і польських загарбників, а також нащадки такої людини.
- У дореволюційній Росії з XVIII століття — представник військового стану, уродженець Дону, Кубані та інших військових областей.
- Парубок, юнак, неодружений чоловік; молодецький, ставний парубок.
- розмовне слово Відважний, завзятий, хоробрий чоловік.
- В українській народній творчості — лицар, носій позитивних фізичних і духовних якостей.

## Війна з татарами
Дрібна війна на угодницькому промислі та дрібні козацькі напади здійснювалися за прихильної нейтральності і навіть заохочувалися місцевою адміністрацією, яка також мала від цього зиск, оподатковуючи військову здобич. Згодом такі дії переросли у справжні військові походи проти татар, що були організовані представниками місцевої адміністрації.
Так, 1493 року під приводом помсти за татарський напад на Черкаси черкаський староста князь Богдан Глинський здійснив напад на новозбудовану татарами і турками Очаківську фортецю, яку було взято й зруйновано. Здобич, отримана тут, становила 30 тисяч алтинів грошей та 64 полонених. Тоді ж пограбовано і московського посла Суботу, що їхав до Криму. Те, що цей напад був здійснений не урядовими силами Литовської держави, підтверджується листом-скаргою кримського хана Менглі-Гірея до литовського князя Олександра, де винними в інциденті хан називає черкаських козаків. Узимку 1502—1503 років згадується похід київських і черкаських козаків човнами по Дніпру, коли біля тягинського перевозу було погромлено татарський військовий ескорт. У подальші роки такі походи човнами на татар почали так турбувати Кримське ханство, що хан розпорядився перегородити Дніпро ланцюгами. 1516 року відбувся похід хмельницького старости Предслава Лянцкоронського під Очаків, який проводився спільно силами польських урядових загонів та добровольцями з порубіжних жителів. Результатом цього походу став бій з татарами Білгородської орди та захоплення у вигляді здобичі великих отар овець у пониззі Дністра. Отже, військово-розбійничий промисел у порубіжних землях процвітав не лише серед татар, а й серед українського населення. Він утягував представників усіх верств суспільства, формуючи з місцевих мешканців середовище професійних вояків, для яких війна стала стихією.
Про те, що саме отримання військової здобичі було самоціллю таких людей, свідчить той факт, що вони виявляли неабияку зацікавленість у провокуванні татарських набігів, щоб потім погромити татарські загони, і не тоді, коли татари йшли у напад «порожняком», а тоді, як поверталися, обтяжені здобиччю. Ця здобич забиралася і віддавалася власникам тільки за певний викуп або навіть присвоювалася собі. Це було набагато легше, ніж іти у власний набіг на татар.
Уходницькі промисли та військово-розбійницькі експедиції були важливим джерелом доходів населення порубіжних земель і забезпечували досить високий рівень життя. Це стало значним стимулом для колонізації та освоєння прикордонних земель вихідцями з інших регіонів. Саме цим пояснюється і парадоксальне на перший погляд становище: «Скільки не докладали татари енергії до наповнення своїх ринків живим товаром, Україна не знедолювалася… Люди все йшли на Україну, змішувалися зі старим її населенням, зливалися з ним у благодатних умовах в один здоровий, міцний, енергійний український тип».

## Масове переселення у степи
Посилення феодально-кріпосницького гноблення в західних та північних українських землях (особливо внаслідок укладення Люблінської унії 1569 року, завдяки чому утворилася об'єднана польсько-литовська держава Річ Посполита, а українські землі перейшли під владу польської корони) і релігійних утисків православних через наступ на Україну католицизму, провідником якого була польська влада, змушували українське населення вирушати на пошуки кращої долі та вільного життя. Очевидно, рух на порубіжні території мав масовий характер. Свідченням цього є рядки з вірша польського поета-шляхтича П. Збилітовського:

Таке масове переселення і втечі у передстепові краї пояснюються й тогочасними уявленнями поневоленого люду про життя на порубіжних територіях. Козацьке життя здавалося ідеалом, і що важче було його досягнути, тим краще воно виглядало. У пам'ятках народної української поезії, зокрема, можна знайти таке протиставлення козацької волі кріпацьким порядкам:

Там тишина, вся старшина, не має к їм діла;

Там сипуга, війт-п'янюга, вже не докучає,

І в підводу там ізроду ніхто не хапає.

Всі подубли, що їх скубли, сільськії нахали

Подеречі, колотнечі всі уже пропали.

Утік кураж, здирства нема ж, пропали всі драчі,

Але життя тут було зовсім не райським. Заселяючи прикордонні території на свій страх і ризик, населення практично не могло розраховувати на захист з боку влади і змушене було власними силами відвойовувати собі право на життя і не стільки плугом, скільки зброєю освоювати степи. Таким чином, на окраїнних землях почала концентруватися специфічна людність, з якої згодом склалася значна верства населення. До того ж специфічні умови прикордоння сприяли не лише кількісному зростанню населення, а й формуванню нового складу людності, з особливим типом характеру та взаємовідносин. У ній зосереджувався «вільний дух степів, дух протесту проти всякого примусу, дух сваволі і непослушенства… ці люди виглядали скоріше як свавільні розбишаки, ніж звичайні звіролови і риболови. Їх боялися і стереглися». Ці слова, написані українським істориком Дмитром Івановичем Дорошенком, якщо не брати до уваги суто української специфіки, можуть характеризувати й інші подібні спільноти, хоча б тих самих буканьєрів Карибського моря. До козацтва приставали і шукачі пригод та здобичі шляхетного стану, що також згодом позначилося на психології цієї верстви, що формувалася.

## Відносини з офіційною владою
Зростання чисельності козацтва й поширення його способу життя не могло не відбитися на його взаєминах з офіційною владою. Слід зауважити, що ці взаємини розвивалися в контексті міжнародних відносин Польщі та Литви, а згодом Речі Посполитої з Кримським ханством. Урешті й сама козацька проблема постала перед владою внаслідок звернень до неї з боку татарських властей (перші згадки про українське козацтво). У численних зверненнях татарських ханів до державних структур Литовського князівства містилися скарги на пограбування торговельних караванів, напади на міста-фортеці та вимоги покарати козаків. Але часто на такі закиди уряди Литви і Польщі відгукувалися відписками такого змісту: «Набіги здійснюють люди, які не мають постійних осель і живуть у степах як дикі звірі, живляться з грабунку, нічиїй владі не підлягають, і через те нелегко ловити таких людей і карати» або: «то купа людей з різних народів, які ходять самопас, не мають постійного прибутку, ані певних законів, ані якоїсь влади над собою». Така сама ситуація спостерігається й у ставленні офіційної влади Франції, Англії та Голландії щодо нападів флібустьєрів на іспанські кораблі та володіння, коли вона відхрещувалась від піратських нападів. Те саме було і у Великому Новгороді, де представники влади заявляли, що ушкуйники діють без «слова новгородського».
Така офіційна урядова позиція цілком зрозуміла. Коли для відкритого протистояння з об'єктом експансії ще не було достатньо сил, а потреби політико-економічного характеру диктували необхідність такої експансії, держава, як правило, крізь пальці дивилася на дії промислово-розбійницьких угруповань, що діяли у потрібному їм напрямі, тим більш що деякі представники влади мали з цього зиск.
Але у такого політичного курсу існував й інший бік медалі. У той час козацтво (як і інші подібні угруповання у світі) було радше стихійною, неконтрольованою силою, ніж організованою структурою, хоча старости порубіжних міст почали частково використовувати козаків для оборони міст-фортець уже на початку XVI століття.

## Козацтво як неконтрольована військова сила
У переважній більшості випадків козаки діяли на власний розсуд, що досить часто суперечило зобов'язанням литовських князів та татарських ординців, «підставляючи» литовську владу і накликаючи тим самим на неї всілякі неприємності з боку Криму і Туреччини. Козаки як неконтрольована стихійна військова сила, яку панівні кола Литовського князівства вважали дестабілізуючим, руйнівним чинником як внутрішнього життя держави, так і зовнішньополітичних відносин, не лише привертали до себе увагу владних структур, а й спонукали до намагання приборкати їхню енергію, спрямувати її в річище загальнодержавних інтересів. Таке прагнення стало передумовою організаційного формування козацтва.

## Зміцнення Кримського ханства
Другим важливим чинником, що зумовлював необхідність формування козацької організації, було значне зміцнення Кримського ханства та посилення його агресивних домагань стосовно інших держав. Особливо відчутною загроза Кримського ханства стала починаючи з кінця XV століття внаслідок підтримки його агресивних поривань та загарбницьких намірів зміцнілою Османською імперією, яка намагалася консолідувати мусульманський світ для боротьби проти християнства. Під впливом кримської агресії формувалося й саме козацтво з його чітко вираженим військовим спрямуванням. Це, власне, стало запорукою організаційного його формування, а згодом започаткувало відокремлення його від інших станів суспільства та набуття ним певного соціального статусу. Існувала необхідність мати в особі козаків надійних, організованих, навчених вояків, для того щоб досягти подвійної мети: забезпечити охорону південних кордонів держави та підкорити вільну і незалежну козацьку силу, яка у будь-який момент могла вийти з-під контролю.

## Організація козацтва

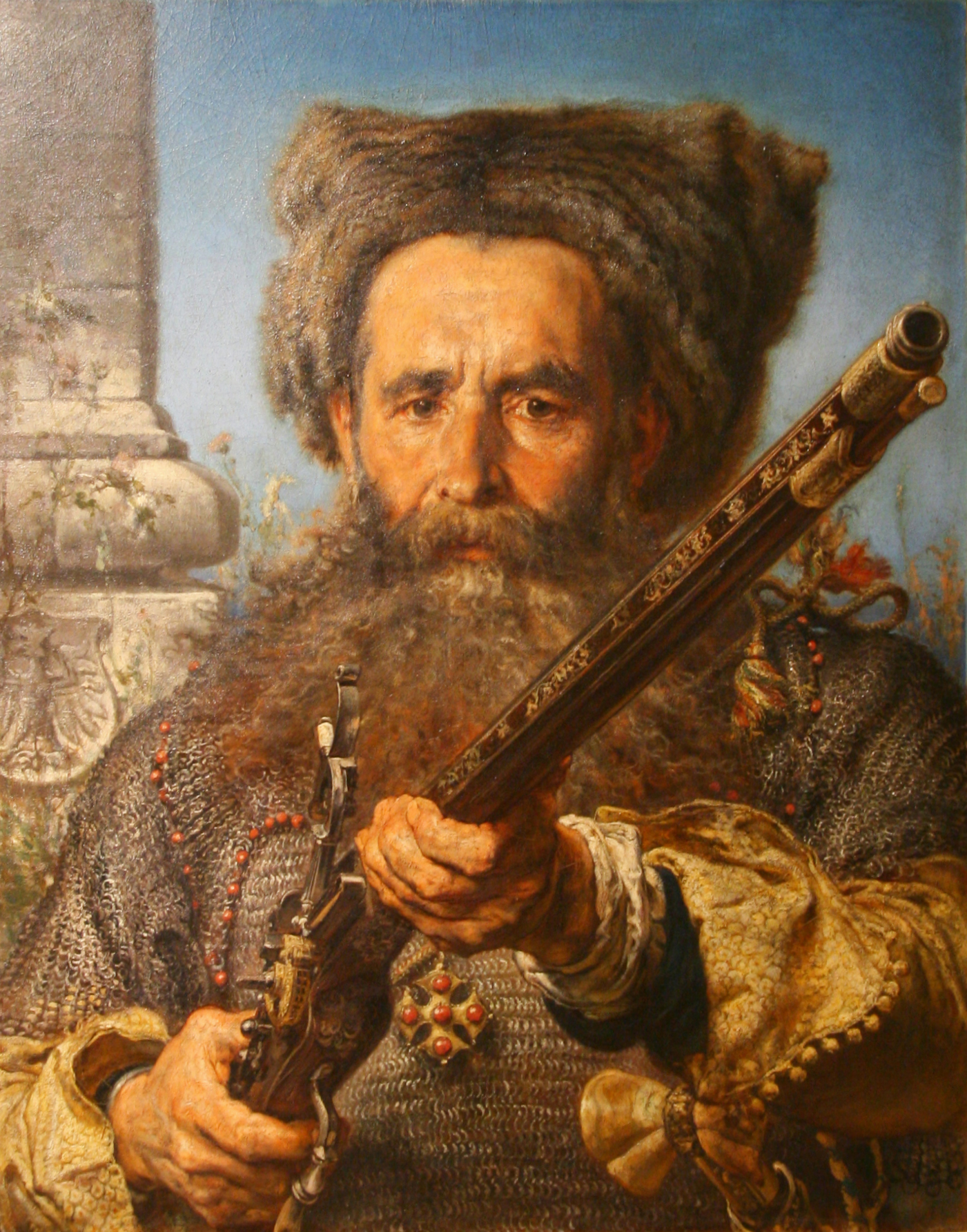
Остафій (Єстафій) Дашкевич

Важливу роль в організації козацтва,його консолідації та перетворенні на організовану військову силу відігравали старости порубіжних міст, таких як Канів, Черкаси, Хмельник, Бар, Брацлав та інші. На старост цих міст, власне, й покладалися обов'язки щодо захисту південних кордонів держави. Особливо значна роль у залученні козацтва до цієї справи належала хмельникському та барському старостам П. Лянцкоронському та Б. Претвичу, а також черкаським старостам С. Полозовичу, Є. Дашкевичу та іншим.
Як уже зазначалося, військові формування, які очолювалися керівниками місцевої адміністрації, неодноразово здійснювали воєнні експедиції у пониззя Дніпра, у південні райони степу і навіть на територію Кримського ханства. Саме під час цих походів почала формуватися військова козацька організація, структура її управління, у тому числі й цивільним життям. Як вважав Дмитро Дорошенко, серед інших старост «найбільш вславився черкаський староста Є. Дашкевич й придбав собі ім'я першого провідника й організатора козаччини». Саме Дашкевич 1513 року організував за допомогою козаків оборону Черкас від татарського нападу, очолюваного кримським ханом Саадат-Гіреєм. Через два роки у литовському сеймі він подав проект захисту кордонів Великого князівства Литовського від татарських вторгнень, у якому зазначав необхідність будівництва на одному з малодоступних дніпровських островів фортеці, гарнізон якої складався б з 2 тисяч козаків, які мали на човнах патрулювати Дніпро, перешкоджаючи татарам переправлятися через нього. Однак ця пропозиція, хоч і схвально сприйнята, не була реалізована. Та й сама участь козаків у сутичках із татарами призводила до того, що на «чільне місце висувався збройний контекст, зафарбований шляхетним ореолом боротьби за спокій і благо своєї землі».
Проте організаційне формування козацтва не було заслугою лише адміністративної діяльності держави чи окремих урядовців. Провідну роль у цьому процесі відігравала ініціатива знизу. Інакше й сам термін «козацтво» втратив би свій основний зміст — «спільнота вільних вояків». Це був свого роду конгломерат, куди входили вихідці з усіх станів населення, у тому числі і зі шляхетного. Тому необхідно було знаходити певний компроміс між цими людьми, який був можливий лише на общинних засадах. На це змушена була зважати і влада, навіть прагнучи поставити козацтво під свій контроль.
Отже, можна стверджувати, що в порубіжних землях відбувалися два протилежно спрямовані процеси: бажання і змога значної частини населення жити та здобувати собі засоби існування незалежно від державної влади та не приймаючи існуючі соціально-економічні відносини, з одного боку, і прагнення державної адміністрації встановити якомога ширше панування над усіма сферами місцевого життя — з іншого. Останнє виявлялося насамперед в оподаткуванні здобичі козаків-уходників, а також у залученні козацтва до виконання оборонних функцій на користь держави.

## Будівництво січей
Така ситуація зумовила подальший розвиток козацької організації. На наступ влади на свої соціально-економічні інтереси частина козацтва відповіла облаштуванням стаціонарних баз — «городків», або січей, які знаходилися на території, що не підпадала під юрисдикцію польської та литовської влади. Це були укріплення, які досить часто розташовувалися поблизу татарських улусів. У будівництві таких дерев'яних фортець для козаків було принаймні три переваги:
- Можливість відбитися від татарського нападу, не шукаючи притулку у державних замках, до яких ще треба було дістатися.
- Наближеність до татарських кочовищ давала можливість здійснювати раптові ефективні набіги на татарські кочовища і, відповідно, швидше знаходити укриття від переслідування. Недарма побудова «січей» спричиняла незадоволення кримської влади і відповідні скарги литовській адміністрації, зокрема скарга хана Сагіб-Гірея Сигізмунду І, де зазначалося: «Приходять до нас черкаські й канівські козаки, стають над улусами нашими на Дніпрі і шкоду завдають нашим людям»[15].
- І нарешті побудова укріплень передбачала можливість постійного помешкання в них, а отже, саме тут могла зберігатися здобич, отримана чи то промислами, чи то військовим шляхом, аби її можна було приховати від пильного та жадібного ока прикордонної влади (принаймні значну частину такої здобичі). Поява постійних козацьких поселень за межами Литовської держави є свідченням поділу козацтва на дві частини, які дедалі відокремлювалися одна від одної починаючи з першої половини XVI століття. Та частина козацтва, яка мешкала на території, що контролювалася державною владою, називалася городовим козацтвом і проживала здебільшого у містах України. А ті, що мешкали у пониззі Дніпра, куди влада держави не поширювалася, називалися низовими, або запорозькими. Якщо перші згодом сформували окремий стан населення, то другі утворили за порогами Дніпра вільну військову спільноту. Низові козаки, відокремившись від городових, чітко відрізняли себе від останніх і неодноразово скаржилися на те, що городових козаків влада також називала Військом Запорозьким. Перша згадка про козацьке поселення за Дніпровськими порогами датується 30-ми роками XVI століття. У ній розповідається про залогу на Коші, озброєну гарматами, здобутими у турецьких фортецях та відбитими у татар, що охороняла човни уходників. Ця залога налічувала кілька сотень людей. Дослідники вважають цей кіш саме Запорозькою Січчю[16]. Слово «кіш» має татарське походження і означає військову ставку, місцезнаходження вождя. Отже, у цьому повідомленні вже йдеться про військове об'єднання, очолюване командиром, та побудову запорозькими козаками укріпленої бази — Запорозької Січі.

## Утворення вільного запорізького козацтва
Таким чином, уже в першій половині XVI століття за Дніпровськими порогами утворилася вільна запорозька спільнота, майже класичного зразка, оскільки вона повністю не залежала від офіційної влади, перебуваючи на непідконтрольній державі території, і відзначалася військово-промисловим характером діяльності.